# DreamDoll
 (novembre 2023).
La mise en forme du texte ne suit pas les recommandations de Wikipédia : il faut le « wikifier ».
Les points d'amélioration suivants sont les cas les plus fréquents. Le détail des points à revoir est peut-être précisé sur la page de discussion.
- Les titres sont pré-formatés par le logiciel. Ils ne sont ni en capitales, ni en gras.
- Le texte ne doit pas être écrit en capitales (les noms de famille non plus), ni en gras, ni en italique, ni en « petit »…
- Le gras n'est utilisé que pour surligner le titre de l'article dans l'introduction, une seule fois.
- L'italique est rarement utilisé : mots en langue étrangère, titres d'œuvres, noms de bateaux, etc.
- Les citations ne sont pas en italique mais en corps de texte normal. Elles sont entourées par des guillemets français : « et ».
- Les listes à puces sont à éviter, des paragraphes rédigés étant largement préférés. Les tableaux sont à réserver à la présentation de données structurées (résultats, etc.).
- Les appels de note de bas de page (petits chiffres en exposant, introduits par l'outil «  Source ») sont à placer entre la fin de phrase et le point final[comme ça].
- Les liens internes (vers d'autres articles de Wikipédia) sont à choisir avec parcimonie. Créez des liens vers des articles approfondissant le sujet. Les termes génériques sans rapport avec le sujet sont à éviter, ainsi que les répétitions de liens vers un même terme.
- Les liens externes sont à placer uniquement dans une section « Liens externes », à la fin de l'article. Ces liens sont à choisir avec parcimonie suivant les règles définies. Si un lien sert de source à l'article, son insertion dans le texte est à faire par les notes de bas de page.
- La présentation des références doit suivre les conventions bibliographiques. Il est recommandé d'utiliser les modèles {{Ouvrage}}, {{Chapitre}}, {{Article}}, {{Lien web}} et/ou {{Bibliographie}}. Le mode d'édition visuel peut mettre en forme automatiquement les références.
- Insérer une infobox (cadre d'informations à droite) n'est pas obligatoire pour parachever la mise en page.

Pour une aide détaillée, merci de consulter Aide:Wikification.
Si vous pensez que ces points ont été résolus, vous pouvez retirer ce bandeau et améliorer la mise en forme d'un autre article.
 (mai 2024).
Le contenu est difficilement compréhensible vu les erreurs de traduction, qui sont peut-être dues à l'utilisation d'un logiciel de traduction automatique.
Tabatha Robinson, née le 28 février 1992 à New York, connue professionnellement sous le nom de DreamDoll, est une rappeuse américaine. Elle a d'abord gagné en popularité via Instagram, ce qui l'a amenée à apparaître dans la saison 16 de Bad Girls Club d'Oxygen. En 2017, elle rejoint le casting de Love & Hip Hop : New York de VH1, elle est connue pour utiliser des éléments de Drill dans sa musique. Elle participe ensuite à la sérieCollege Hill : Celebrity Edition de BET+ . Elle signe avec Warner Records et District 18 Entertainment. Elle fait partie de la distribution principale de l'émission The Impact : New York. 

## Jeunesse
Tabatha Robinson est née dans le Bronx, à New York et grandit  dans le quartier d'Edenwald Projects. Elle fréquente le Bronx Academy High School puis, rejoint le Westchester College et le Herkimer Community College. Elle est l'aînée d'une fratrie de cinq enfants, dont deux sœurs et deux frères.
En 2015, elle commence à travailler comme barman dans un club de strip-tease new-yorkais réputé, le Starlets. DreamDoll est rapidement devenue une barmaid populaire dans l'établissement, largement connue comme l'une de leurs « Startenders ». Cela l'aide à gagner des adeptes sur les médias sociaux, elle est principalement connue pour ses photos sur Instagram. DreamDoll fait partie de la distribution de la saison 16 de l'émission de télé-réalité Bad Girls Club: Social Disruption et l'année suivante, elle signe avec le label de DJ Self, Gwinnin Entertainment.

## Carrière
Le 16 mai 2017, elle sort son premier single intitulé Everything Nice. Le 5 septembre 2017, DreamDoll publie le clip officiel de Everything Nice. La vidéo a depuis été vue plus de 8 millions de fois. Le 20 septembre 2017, DreamDoll sort sa première mixtape intitulée Life In Plastic. La mixtape comprend 7 titres ainsi que 6 titres supplémentaires sortis exclusivement sur SoundCloud. En octobre 2017, DreamDoll rejoint le casting de la saison 8 de Love & Hip Hop : New York. Avant la fin de l'année, elle sort 3 autres vidéos de chansons de sa mixtape Life In Plastic ; Team Dream, nous aimons tous le rêve et la crème glacée.
Le 22 juin 2018, DreamDoll sort un nouveau single intitulé « Pull Up (WYA) ». Le clip vidéo qui l'accompagne sort en août 2018. Le même mois, il apparait sur Wild 'n Out sur MTV.
Le 7 septembre 2018, DreamDoll sort sa deuxième mixtape intitulée Life In Plastic:2. La mixtape de 10 chansons met en vedette Lil' Kim, LouGotCash, Cupcakke et David Lee.
En janvier 2019, le nom de DreamDoll est évoqué lors d'une querelle de rap entre Tory Lanez et Don Q. Après avoir entendu cela, DreamDoll sort un morceau dissident destiné à Tory Lanez intitulé «On Ya Head». La chanson est un succès instantané et attire rapidement beaucoup d'attention puisque DreamDoll a présenté son nouveau flow que certains appellent son « flow cauchemardesque ». Le jour même de la sortie du morceau, sa deuxième mixtape Life In Plastic: 2 intègre les charts iTunes Hip Hop & Rap et culmine à la deuxième place. En mars, elle figure sur la chanson « Talk To Me » de Vado, un clip vidéo est également publié. Le 22 mai 2019, elle sort le troisième et dernier clip de Life In Plastic: 2 pour « When It's Over » (un clip est tourné pour « Real One », mais les images ont été perdues). En août 2019, DreamDoll apparait dans deux épisodes de Hip Hop Squares de VH1.

### RCA Records (2019-2021)
En septembre 2019, DreamDoll signe un contrat d'enregistrement commun avec RCA Records et Brooklyn Johnny's District 18 Entertainment. Elle figure sur « Thot Box Remix » de Hitmaka aux côtés de Young M.A, Dreezy, Latto et Chinese Kitty. Il sort accompagné d'un clip vidéo. La chanson est un succès et le couplet de DreamDoll attire l'attention de nombreux auditeurs. Plus tard, en novembre 2019, elle sort son freestyle « Behind Bars ». C'est un remix de Behind Barz Freestyle de Drake.
Le 13 février 2020, DreamDoll sort son premier single sous RCA Records / District 18 Entertainment intitulé « Who You Loving », avec G-Eazy & Rahky. Il sort accompagné d'un clip vidéo. Le 13 avril 2020, elle figure sur le single « Vibes » de Bandhunta Izzy. Le mois suivant, elle figure sur la chanson « Water » de DJ Drewski aux côtés de Rubi Rose et Molly Brazy. Les deux chansons sortent accompagnées de vidéoclips.
Le 10 juillet 2020, DreamDoll sort un single " Ah Ah Ah " avec Fivio Foreign. La chanson sort accompagnée de produits dérivés et d'une vidéo avec paroles. « Ah Ah Ah » atteint la 23e position pendant deux semaines sur Billboard pour les ventes numériques. Le 26 août 2020, DreamDoll publie le clip officiel de « Ah Ah Ah ». Elle figure également sur la chanson "Thug Love" d'Aaria. Le même mois, elle apparait également sur « Outside With It » de Bizkitt. Le clip est tourné dans le Bronx. Le 6 septembre 2020, Rah Swish & DreamDoll sort leur single « Watchu Like », le clip sort le 11 septembre 2020. Le 13 novembre 2020, G4 Boyz sort « Prada Remix » avec DreamDoll et G4Choppa, un clip vidéo d'accompagnement est également publié.
DreamDoll est ensuite présentée sur « Chicken N Grits » de Yung Pooda à la suite d'un clip vidéo. Elle explique comment elle surmonte son blocage d’écrivain. Le 17 décembre 2020, DreamDoll et LightSkinKeisha sont présentés sur « It's a Vibe » de Saucy Santana, qui est également publié avec un clip vidéo d'accompagnement.
Le 29 janvier 2021, NORE sort « Goin Up » avec DJ Khaled et DreamDoll, le clip sort le même jour. Le 31 janvier 2021, DreamDoll sort « Different Freestyle » accompagné d'un clip vidéo. Le 9 avril 2021, DreamDoll apparait dans « Lil Freak » de CJ . La chanson sort accompagnée d'un clip vidéo et est un disque à succès pour les deux artistes. Le 12 avril 2021, DreamDoll sort son « Whoopty Remix ». Le 18 avril, DreamDoll sort sa « Collection Freestyle » avec un clip. Quelques jours plus tard, le 24 avril, elle apparait sur « Broke Boyz » de Shaybo, qui sort avec un clip. Le 28 mai 2020, elle figure sur « Toot That Remix » d'Erica Banks. Un clip vidéo pour la chanson a également été publié.
Le 11 juin 2021, DreamDoll sort son single « Tryouts ». Dans la chanson dont elle nomme une longue liste de célébrités féminines qu'elle aimerait « essayer ».
Le 10 juillet, Asian Doll sort « Nunnadet Shit Remix » avec DreamDoll, Rubi Rose, Dreezy et Ivorian Doll.

### Warner Records (2021-)
Le 11 août 2021, elle signe un contrat d'enregistrement avec Warner Records. Elle signe également avec l'agence WME. Le 24 août 2021, DreamDoll se produit sur la scène principale du Hot 97 Summer Jam. Le 10 septembre 2021, Dread Zoe sort « Baddie » avec DreamDoll, un clip vidéo d'accompagnement est également publié.
Le 24 novembre 2021, DreamDoll sort son premier single sous Warner Records intitulé « You Know My Body » avec Capella Gray. La chanson extrait "Can't Let Go" de Fabolous. Le 19 novembre 2021, la chanson « Chacin » de DreamDoll sort sur la bande originale du film Netflix de Halle Berry Bruised. La bande originale est créée par Halle Berry & Cardi B. Le 9 décembre 2021, elle figure sur la chanson « Wiggle » de Rick Ross. Le 17 décembre 2021, DreamDoll sort « Oh Shhh ». La chanson est utilisée comme chanson thème pour la dernière saison de Claws TNT.
Le 4 février 2022, DreamDoll apparait sur 'For Me Remix' de Kendy X aux côtés de Kalan.frfr. Le 25 février, elle figure sur « Get In Get Out » de Loui. Le 8 mars 2022, DreamDoll fait sa deuxième apparition dans l'émission Wild 'n Out de MTV en tant que capitaine d'équipe. Le 22 avril 2022, DreamDoll sort « Ice Cream Dream » avec French Montana. Le 6 mai 2022, elle commence une tournée avec Fivio Foreign comprenant 19 spectacles et terminée le 6 juin 2022. Le 13 mai 2022, DreamDoll est présentée sur « Gas You Up » de King Combs. Le 27 juin 2022, DreamDoll rejoint le casting de College Hill : Celebrity Edition Saison 1. Elle se produit au Rolling Loud Miami.
Le 22 septembre 2022, DreamDoll sort le troisième et dernier volet de sa série Life In Plastic, « Life In Plastic:3 ». La mixtape de 8 titres comprend 5 nouvelles chansons et 3 singles pré-sortis. Le même jour, elle a sorti le clip officiel de « Misunderstood ». Cela comprend son single « Fantasy » avec Kash Doll, et un clip vidéo devait être tourné, mais ils n'ont jamais commencé à filmer pour des raisons inconnues. La rumeur disait que Bia (rappeur) devait figurer dans le « Fantasy ». En octobre 2022, BET Plus sort une nouvelle série de télé-réalité « The Impact : Atlanta », DreamDoll fait quelques apparitions.
Le 24 février 2023, Russ Millions sort « Habibti » avec DreamDoll et French Montana. Le 20 avril 2023, DreamDoll joue le rôle de « Meena » dans le film stoner de MTV « Pretty Stoned ».

## Discographie

### Mixtapes & EP’s
- Life in Plastic (2017)
- Life in Plastic: 2 (2018)
- Life in Plastic: 3 (2022)

### Singles
- Everything Nice (2017)
- Pull Up (WYA) (2018)
- Bundles (2018)
- Who You Loving (feat. G-Eazy & Rahky) (2020)
- Ah Ah Ah (feat. Fivio Foreign) (2020)
- Tryouts (2021)
- You Know My Body (feat. Capella Grey) (2021)
- Oh Shhh (2021)
- Ice Cream Dream (feat. French Montana) (2022)
- Misunderstood (2022)
- Fantasy (feat. Kash Doll) (2022)
- Jelly (2024)
- Jelly (Remix) (feat. 2Rare) (2024)

### Features
- Lil Uzi Vert - How To Talk Feat. DreamDoll (2017)
- Young Dolla - Party Feat. DreamDoll & Golde (2017)
- Phresher - 100k Feat. DreamDoll & Jay Critch (2018)
- Panic Boyz - Throw It In The Air (Oh Shit) Feat. DreamDoll, Brittney Taylor & Just Brittany (2018)
- RockstarBreez - Swagg Feat. DreamDoll (2018)
- Macho Duzz - Flex Feat. DreamDoll (2018)
- Trace Cyrus - Summer Feat. DreamDoll (2018)
- LouGotCash - Love Her Again Feat. DreamDoll (2018)
- SiAngie Twins - Splash Feat. DreamDoll (2018)
- Winter Blanco - What You Want Feat. DreamDoll (2018)
- Vado - Talk To Me Feat. DreamDoll (2019)
- J.Diamondz - Doll House Feat. DreamDoll (2019)
- M-Flair - Spend It Feat. DreamDoll (2019)
- Hitmaka - Thot Box Remix Feat. DreamDoll, Young M.A, Dreezy, Latto & Chinese Kitty (2019)
- Fredo Bang - Poppin Feat. DreamDoll (2019)
- Bandhunta Izzy - Vibes Feat. DreamDoll (2020)
- DJ Drewski - Water Feat. DreamDoll, Rubi Rose & Molly Brazy (2020)
- ItsBizKit - Outside Wit It Feat. DreamDoll & Jadakiss (2020)
- Aaria - Thug Love Feat. DreamDoll (2020)
- Rah Swish & DreamDoll - Watchu Like (2020)
- G4 Boyz - Prada (Remix) Feat. DreamDoll & G4Choppa (2020)
- Yung Pooda - Chicken N Grits Feat. DreamDoll (2020)
- Saucy Santana - It's a Vibe Feat. DreamDoll & LightSkinKeisha (2020)
- N.O.R.E. - Goin Up Feat. DreamDoll & DJ Khaled (2021)
- CJ - Lil Freak Feat. DreamDoll (2021)
- Shaybo - Broke Boyz Feat. DreamDoll (2021)
- Erica Banks - Toot That (Remix) Feat. DreamDoll & BeatKing (2021)
- Amiyelle - Summertime Valentine Feat. DreamDoll (2021)
- Dread Zoe - Baddie Feat. DreamDoll (2021)
- Asian Doll - Nunnadet Shit (Remix) Feat. DreamDoll, Rubi Rose, Dreezy & Ivorian Doll (2021)
- Rick Ross - Wiggle Feat. DreamDoll (2021)
- Kendy X - For Me (Remix) Feat. DreamDoll & Kalan.frfr (2022)
- Loui - Get In Get Out Feat. DreamDoll (2022)
- King Combs - Gas You Up Feat. DreamDoll (2022)
- Kash Doll, Rubi Rose & DreamDoll - Abow Feat. ShantiiP (2022)
- Don Q - Shake Sum Feat. DreamDoll (2022)
- Russ Millions - Habibti Feat. DreamDoll & French Montana (2023)
- Tuson - Pop It Feat. DreamDoll (2023)
- Trina - Big Mood (Freestyle) Feat. DreamDoll, Supa Cindy (2023)
- Capella Grey - Store Run Feat. DreamDoll & Really Jaewon (2023)
- Bobbi Storm, Fridayy & DreamDoll - We Can’t Forget Him (Remix) (2024)
- TRY - Lay It Down Feat. DreamDoll & Jay1 (2024)
- Rayvanny - Shake Shake Feat. DreamDoll

## Filmographie
| Année     | Titre                             | Role              | Notes       |
| --------- | --------------------------------- | ----------------- | ----------- |
| 2016      | Bad Girls Club: Social Disruption | Elle-même         | 4 épisodes  |
| 2017-2018 | Love & Hip Hop 8: New York        | Elle-même         | 14 épisodes |
| 2019      | Hip Hop Squares                   | Elle-même         | Invitée     |
| 2018      | Wild 'n Out                       | Elle-même         | Invitée     |
| 2022      | Pizza Wars                        | Elle-même         | Invitée     |
| 2022      | College Hill: Celebrity Edition   | Elle-même         | Principale  |
| 2022      | Lola 2                            | cliente en colère | Film        |
| 2023      | Pretty Stoned                     | Meena             | Film        |